# 一色四順
一色四順（イーソースーシュン、いっしょくよんじゅん）とは、麻雀の役のひとつ。ローカルルール。別名を四連太宝（スーレンタイホー）。
同種の順子を4つ作ると成立する。二盃口を同じ順子で作ったもの、または一色三順にさらに同じ順子を加えたものと言い換えられる。1種類につき各4枚の牌を、続き数字3つで全て集めなければならないという困難な役である。同じ牌が4枚揃えば槓もできるので、偶然にこの役が成立する可能性は低い。
門前では役満となる。副露した場合は、依然として難しいのでやはり役満とするか、順子役の原則に従って食い下がりするかでルールにより違いがある。滅多に出現しない上、扱いにぶれがあるため、日本ルールではほぼ採用されていない。中国麻雀では一色四同順の名称で48点役（日本の倍満～三倍満相当）として採用されている。

## 採用されていない場合の飜数

### 門前の場合
門前ならば、同じ順子2組ずつの二盃口（3翻）とするか、または順子1つ+暗刻3つとして三暗刻（2飜）とするかの2通りが考えられるが、一般的には二盃口の方が点数が高いのでそちらで解釈する。ただし、
- 同一順子4つを「同一順子2つ×2」とは見なさず、二盃口を認めない場合がある（七対子で同一牌4枚を対子2組と見做さない事からの連想による）。このようなルールでは二盃口が取れないので三暗刻を選択することになる。
- 三連刻（2飜）を採用しているルールでは、この場合三暗刻に取ると必ず三連刻も成立するので、三暗刻+三連刻の4翻の方が二盃口よりも高くなることが有り得る（二盃口に取るとさらに平和やチャンタが複合できるような場合は、その限りでない）。

### 副露した場合
二盃口や平和は成立しない。チー1回ならば三暗刻が成立する可能性はあるが確実ではなく、役なしとなることもありうる。混一色やチャンタが複合しない限り、実際に狙っても大きな役にはなりにくい。

## 牌姿の例
（例）副露したケース
待ち。一手変わりで清一色になるが、一色四順非採用の場合はこのままあがるとタンヤオのみである。
（例）多門張の高目が一色四順になるケース
  ツモ
待ちは の変則三門張。七索と八索の暗刻を抜くと分かりやすい。一色四順非採用でも清一色+ツモ+平和+純チャン+二盃口で14翻となる。
（例）緑一色との複合
  ロン
一色四順+緑一色でダブル役満になる。一般的な役満で一色四順と複合可能なのは天和・地和・人和を除けば緑一色のみである（緑一色の成立にの刻子を必要としないルールに限る）。